# Orosz labdarúgó-bajnokság (másodosztály)
Az Orosz labdarúgó-bajnokság másodosztálya, hivatalos nevén Первый дивизион (magyaros átírásban Pervij Gyivizion) az orosz labdarúgás második legmagasabb osztálya. A legutóbbi győztes az FK Rosztov, rajtuk kívül még az FK Kubány Krasznodar jutott fel.

## Története
A Szovjetunió felbomlása után a másodosztályú labdarúgócsapatokat az első 2 szezonban regionális csoportokba osztották. Az első 2 szezonban 3 területi elosztású bajnokságban szerepeltek a csapatok, a bajnokság jelenlegi formáját 1994-ben nyerte el, jelenleg 22 csapat alkotja.

## Az eddigi győztesek
| Szezon    | Győztes                                                                                             | További feljutó                                         |
| --------- | --------------------------------------------------------------------------------------------------- | ------------------------------------------------------- |
| 1992      | FC Zsemcsuzsina Szocsi (Nyugat), FK KAMAZ (Közép), FK Lucs-Enyergija Vlagyivosztok (Kelet)          | -                                                       |
| 1993      | FC Csernomorec Novorosszijszk (Nyugat, nem jutott fel), FK Lada Toljatti (Közép), FK Tyumen (Kelet) | -                                                       |
| 1994      | FK Csernomorec Novorosszijszk                                                                       | Roszcelmas Rosztov-na-Donu                              |
| 1995      | FK Baltika Kalinyingrád                                                                             | FK Lada Toljatti, FK Zenyit Szankt-Petyerburg           |
| 1996      | FK Tyumen                                                                                           | FK Sinnyik Jaroszlavl, FK Fakel Voronyezs               |
| 1997      | FK Uralan Eliszta                                                                                   | -                                                       |
| 1998      | FK Szaturn Ramenszkoje                                                                              | FK Lokomotyiv Nyizsnyij Novgorod                        |
| 1999      | FK Anzsi Mahacskala                                                                                 | FK Fakel Voronyezs                                      |
| 2000      | FK Szokol Szaratov                                                                                  | FK Torpedo-ZIL Moszkva                                  |
| 2001      | FK Sinnyik Jaroszlavl                                                                               | FK Uralan Eliszta                                       |
| 2002      | FK Rubin Kazány                                                                                     | FK Csernomorec Novorosszijszk                           |
| 2003      | FK Amkar Perm                                                                                       | FK Kubany Krasznodar                                    |
| 2004      | Terek Groznij                                                                                       | FK Tom Tomszk                                           |
| 2005      | FK Lucs-Enyergija Vlagyivosztok                                                                     | FK Szpartak Nalcsik                                     |
| 2006      | FK Himki                                                                                            | FK Kubany Krasznodar                                    |
| 2007      | FK Sinnyik Jaroszlavl                                                                               | FK Terek Groznij                                        |
| 2008      | FK Rosztov                                                                                          | FK Kubany Krasznodar                                    |
| 2009      | Anzsi Mahacskala                                                                                    | FK Novoszibirszk                                        |
| 2010      | FK Kubany Krasznodar                                                                                | FK Volga Nyizsnyij Novgorod, FK Krasznodar              |
| 2011/2012 | FK Szaranszk                                                                                        | FK Alanyija Vlagyikavkaz                                |
| 2012/2013 | FK Ural                                                                                             | Tom Tomszk                                              |
| 2013/2014 | FK Szaranszk                                                                                        | FK Arszenál Tula, FK Torpedo Moszkva, FK Ufa            |
| 2014/2015 | PFK Krilja Szovetov Szamara                                                                         | FK Anzsi Mahacskala                                     |
| 2015/2016 | FK Orenburg                                                                                         | FK Arszenál Tula,FK Tom Tomszk                          |
| 2016/2017 | FK Dinamo Moszkva                                                                                   | FK Tosno, FK SZKA-Habarovszk                            |
| 2017/2018 | FK Orenburg                                                                                         | PFK Krilja Szovetov Szamara, FK Jenyiszej Krasznojarszk |
| 2018/2019 | FK Tambov                                                                                           | PFK Szocsi                                              |
| 2019/2020 | SK Rotor Volgográd                                                                                  | FK Khimki                                               |
| 2020/2021 | PFK Krilja Szovetov Szamara                                                                         | FK Pari Nyizsnyij-Novgorod                              |
| 2021/2022 | FK Torpedo Moszkva                                                                                  | FK Fakel Voronyezs                                      |
| 2022/2023 | FK Rubin Kazany                                                                                     | FK Baltika Kalinyingrád                                 |
| 2023/2024 | |                                                         |
| 2024/2025 | |                                                         |
| 2025/2026 | |                                                         |
| 2026/2027 | |                                                         |
| 2027/2028 | |                                                         |
| 2028/2029 | |                                                         |
| 2029/2030 | |                                                         |
| 2030/2031 | |                                                         |

## Külső hivatkozások
- A liga hivatalos honlapja Archiválva 2007. július 17-i dátummal a Wayback Machine-ben (oroszul)